# SSシリーズ風光る
SSシリーズ風光る（えすえすしりーずかぜひかる）とは、競輪のGI競走である。2009年に創設され、2011年をもって終了した。

## 概要
2008年12月に先行して新設された「SSカップみのり」とともに、2007年12月に創設された競輪選手の最高位・S級S班の選手に対する栄誉特典として行われることになった。
同班の選手18人により覇を競う3日制のレースとして行われ、第1回は2009年5月3日から5月5日まで大阪府岸和田市の岸和田競輪場にて施行され、伏見俊昭が優勝した。また、前座のレースとしてFI戦（S級戦6レース、A級戦4レースの10レース制）も行われる。
優勝賞金は副賞含め2490万円。出場選手18人はまず初日の「薫風賞（くんぷうしょう）」、2日目の「光華賞（こうかしょう）」の何れかを走り（どちらを走るかは前検日までに抽選で決定される）、その上位1-4着と5着の選考順位上位者の9名で最終日に決勝が行われる（残りの9名は特別優秀戦に回る）。従って、出場選手は3日間のうちで2走することになる。
但し、このレースはG1競走ではあるが、他の4日制以上の特別競輪とは異なり、同競走の優勝者へKEIRINグランプリの出場権を付与しない規定（年末の「みのり」＝こちらは一発勝負も同様）となっており、またこの大会が開催される年度にも開催場での記念競輪（GIII）は開催される。
また、負傷やあっせん停止などで出場できないことが予め分かっている場合でもS級S班の選手以外は選考しない。ただし、欠場選手が4名を超える場合にはS級1班の選手を7車になるまで追加する。さらに、3日目の欠場に対してはS級1班の選手を補充選手として9車になるまで充当できる。
なお平成24年度からの特別競輪開催見直しで、2011年12月からのS級S班定員減少（18人から9人）を受けて2011年の開催をもって廃止となることが決定された。

## 過去の優勝者
| 回数  | 決勝開催日   | 開催場       | 優勝者   | 売上額           |
| ----- | ------------ | ------------ | -------- | ---------------- |
| 第1回 | 2009年5月5日 | 岸和田競輪場 | 伏見俊昭 | 89億2934万3300円 |
| 第2回 | 2010年5月5日 | 静岡競輪場   | 村上博幸 | 90億6855万7900円 |
| 第3回 | 2011年5月5日 | 松戸競輪場   | 成田和也 | 74億7085万9600円 |

## 決勝戦テレビ中継
全て地上波かBSで、放送されていた。

## 参照
1. ↑  実際は優勝した3人全員が、その年のグランプリに出場している。
2. ↑  ただし、実際は欠場が3年間で全く発生しなかったため、このルールが適用されることはなかった。
3. ↑  平成24年度以降の特別競輪等の見直し及び平成23年度高松宮記念杯競輪開催場について（2011年1月26日）
4. ↑  2009年はBS日テレ、2010年・2011年はBSジャパン。